# Vita Sancti Machutis
La Vita Sancti Machutis ("Vita di San Macuto") è un testo agiografico del IX secolo in cui il vescovo Bili narra la vita di uno dei sette santi fondatori della Bretagna continentale, Macuto o Maclovio.

## Struttura dell'opera
La Vita Sancti Machutis di Bili è composta da due libri di grandezza impari, con il secondo molto più breve del primo. Ma al di là di questa struttura esteriore si possono notare divisioni interne abbastanza nette:
- L’opera si apre con un prologo che contiene la dedica dell’opera a Ratvili e la recusatio di Bili che afferma di non scrivere per gli eruditi ma per la diocesi di Alet
- Un elenco dei titoli di capitoli
- Un inno dedicato a san Macuto
- Un catalogo delle virtù dei santi
- Un ulteriore prologo, abbastanza simile al precedente
- Comincia poi la Vita anch’essa con divisioni abbastanza evidenti tra:
  - Libro I, cap. I – XXX: l’infanzia del santo, oltre la Manica, in compagnia di san Brendano e le varie peregrinazioni per mare
  - Libro I, cap. XXXI – LXXVI: l’opera di Macuto ad Alet, dapprima come semplice monaco poi da vescovo
  - Libro I, cap. LXXVII – LXXXIX: la parte conclusiva della vita di Macuto, per la maggior parte nella città di Saintonge
  - Libro II: vi è narrata principalmente la storia delle sue reliquie ed assume per molti versi l’aspetto di una translatio (genere letterario medioevale legato allo spostamento delle reliquie di un santo).

## Trama

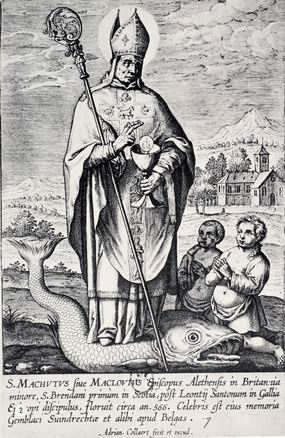
San Macuto schiaccia il serpente sull'isola di Cezembre in un'incisione di Adrien Collaert

San Macuto nasce nel sud del Galles, in una città chiamata Nantcarvan, dal padre, Gwent, e dalla madre Deruel che lo partorisce quando aveva ormai 66 anni. Dopo essere stato battezzato viene subito affidato al monastero della stessa città e alle cure dell’abate, san Brendano. In questo periodo della giovinezza san Macuto dimostra straordinarie capacità di apprendimento (impara a scrivere in un solo giorno) e manifesta subito il suo destino straordinario attraverso alcuni miracoli: un giorno mentre esce dal monastero per giocare con altri compagni si addormenta sulla riva del mare; la marea comincia a crescere così gli altri tornano nel monastero e non vedendolo presente temono che sia stato inghiottito dalle onde. Brendano, profondamente rattristato ne dà notizia ai genitori ma quella stessa notte un angelo annuncia al santo abate che il discepolo è vivo su un’isola creata da Dio per lui, che si è innalzata nel mare per evitare che morisse. Dopo alcuni giorni di meditazione sull’isola Macuto rientra al monastero e, dopo aver rifiutato di tornare coi genitori, viene ordinato monaco e, durante la cerimonia, una colomba si posa sulla sua spalla destra. Per perfezionare le virtù del giovane allievo Brendano decide di portarlo con sé e con altri monaci alla ricerca dell’isola paradisiaca di Imma. Durante il viaggio Macuto compie miracoli straordinari come la risurrezione del gigante Milldu, che aveva vissuto da pagano e ora stava subendo le pene infernali e che, dopo essere stato battezzato, si offre di aiutarli nella ricerca trascinando la nave tramite l’ancora. Tuttavia i monaci non riusciranno a trovare l’isola e una forte tempesta farà annegare il gigante che verrà riportato alla sua tomba e sepolto da cristiano. Più oltre spinti dalla sete i monaci giungono ad un’isola nella quale Macuto si avventura in cerca di acqua e, in un episodio ricco di significati simbolici legati al mondo celtico, trova una fonte, delle gemme e, nel tornare alla nave, inciampa su un rovo, che poi sradica e porta con sé. Nel viaggio di ritorno poi celebra la messa di Pasqua su una grandissima balena che gli altri monaci avevano scambiato per un’isola, salvo poi fuggire spaventati quando l’animale comincia a muoversi. Tornati a Nantcarvan Macuto pianta la radice che aveva trovato nel viaggio e nasce una pianta di genere sconosciuto, simile ad una palma, che poteva essere ammirata solo lì, dopo di che egli comunica a Brendano e ai suoi genitori, che sono inizialmente contrari, l’intenzione di mettersi nuovamente per mare per annunciare il Vangelo a nuove terre e parte con 33 compagni su una nave guidata da un misterioso timoniere che si rivelerà essere Cristo in persona. Macuto giunge quindi in Bretagna dapprima su un’isoletta a nord (l’isola di Cézembre) dove viveva una comunità di monaci che doveva convivere con un terribile drago/serpente. Dopo averlo scacciato Macuto resta per un po’ sull’isola prima di giungere sul continente, ed in particolare nella città di Alet dove fonda diversi monasteri con una regola molto rigida e ascetica. Per questo suo stile di vita e per alcuni miracoli (la resurrezione della scrofa di un porcaro e la guarigione di un muto) la sua fama comincia a diffondersi e giunge alle orecchie del re di quella regione, Iudicahel, che si adopera per farlo nominare vescovo di Alet. Macuto accetta, recandosi a Tours per l’ordinazione compie diversi miracoli e ancora una volta, durante la cerimonia una colomba si posa sulla sua spalla. Da questo momento in poi la storia racconta del suo vescovato che egli esercita con grande impegno, percorrendo tutta la sua diocesi e ricevendo spesso donazioni, pur continuando la sua vita ascetica insieme ad un fedele compagno di nome Rivan; il testo si sofferma sui vari miracoli compiuti dal santo vescovo, tra i quali l’accecamento e poi la guarigione di un tiranno locale che voleva distruggere un monastero, il quale poi si converte ad una vita giusta e umile, la morte di un principe malvagio che voleva uccidere tutti i figli del re tranne uno che lui stesso aveva cresciuto, per dare il potere a quest’ultimo, l’apertura di una porta chiusa col semplice segno di croce, diverse guarigioni da malattie, diversi esorcismi, il salvataggio di una nave che stava per affondare in mezzo ad una tempesta… Particolare menzione meritano l’episodio di sensibilità quasi francescana in cui Macuto lascia il suo cappuccio su una quercia e, trovando poi al suo interno delle uova di scricciolo decide di non riprenderlo per non lasciare i piccoli privi di nido, i tre miracoli ravvicinati compiuti durante la celebrazione della veglia pasquale (una risurrezione, la trasformazione di acqua in vino e quella di una pietra in un calice) ed infine la paralisi di un uomo che gli era avverso poiché sposato ad una propria parente, che guarisce dalla malattia solo dopo aver sciolto quell’unione illegittima. Il riferimento a personaggi contrari a Macuto non è un caso isolato, ma accompagna tutta la storia e a muoverli è quasi sempre l’invidia: emblematico in questo senso l’episodio in cui Rivan viene legato da alcuni uomini e lasciato sulla riva del mare ad affogare fino a quando non giunge Macuto a salvarlo, non senza che uno di questi uomini gridi insulti verso i due. Proprio per questa malvagità di alcuni uomini, verso la fine della storia, Macuto abbandona la sua diocesi scagliando una maledizione e trova rifugio nel monastero di Saintonge accolto dall’abate Leontio. Durante la sua permanenza compie diversi miracoli e si dedica alla preghiera e alla meditazione; nel frattempo la diocesi di Alet è colpita da una gravissima siccità cosicché il re e il clero mandano una legazione a Saintonge per chiedere a Macuto di perdonarli, ritirare la sua maledizione e tornare da loro. Il santo acconsente e torna nella sua diocesi seguito dalla pioggia, dopo un breve soggiorno però decide di tornare da Leontio e, benedetta la popolazione, si mette in viaggio. Giunto dall’amico Macuto, ormai all’età di 133 anni, muore e viene seppellito tra grandi onori in una basilica a lui dedicata. Subito sulle sue reliquie iniziano ad avvenire diversi miracoli di guarigione e addirittura una volpe riporta il corpo del gallo che aveva ucciso, per discolpare un sagrestano che non aveva suonato la campana in vana attesa del canto dell’animale. Nel frattempo gli abitanti di Alet reclamano le reliquie del loro vescovo e mandano una legazione a Saintonage per chiederne il corpo, ma i sacerdoti del luogo non lo concedono. La legazione si rivolge dunque al re di quel luogo, Filberto, che dopo aver indetto tre giorni di digiuno fa mettere il corpo del santo sull’altare e chiede a quattro sacerdoti di sollevare il suo corpo, pregando san Macuto di mandare un segno per decidere la complessa situazione: per miracolo il suo braccio destro e la sua testa si staccano dal corpo mentre il resto non si riesce a sollevare; gli abitanti di Alet ottengono così le due reliquie del santo e tornano nella loro patria. In entrambi i luoghi dove sono conservate le spoglie avvengono diversi miracoli, per alcuni dei quali lo stesso Bili si dice testimone; la storia si chiude con una disputa tra monaci per stabilire la preminenza tra san Pol (si tratta quasi sicuramente di un altro famoso santo bretone: Pol de Léon) e san Macuto, vinta da quest’ultimo con un’insolita prova di caccia alle oche da parte dei contendenti.

## Motivi della composizione
Bili lavora e compone la sua opera in un contesto storico ben preciso; lo scontro tra il potere dei sovrani carolingi e le popolazioni bretoni che insistevano precedentemente sul territorio aveva portato già qualche decennio prima ad una riconfigurazione del quadro dirigente ecclesiastico di quell’area. Già prima del IX secolo si assiste infatti all’opposizione del clero bretone a quello franco che aveva come punto di riferimento la diocesi di Tours. Col passare del tempo l’autorità carolingia in questi territori si affievolisce e i sovrani sono spesso costretti a cedere il loro potere a principi locali, i quali cercano di rendere indipendente anche la chiesa bretone rispetto a quella franca e a questo scopo ingrandiscono, se non creano, la diocesi di Dol a spese di quella di Alet. Sebbene in seguito la posizione di Alet nel conflitto tra Dol e Tours sia oscillante, nel periodo in cui visse e operò Bili lo scopo è quello di riaffermare il potere episcopale di Alet di fronte al vicino e concorrente Dol. Bili opera quindi su probabile richiesta del vescovo Ratvili il quale avverte il bisogno di una risposta all’opera agiografica che aveva prodotto Dol sul suo fondatore, ovvero la Vita Samsonis. Nei protagonisti delle due opere possiamo infatti notare la caratteristica principale di queste due entità ecclesiastiche: se nella Vita Samsonis è promossa soprattutto un’impronta monastica, quella su cui è fondata la diocesi di Dol, che aveva la sua sede nel monastero vescovile, nella Vita sancti Machutis Bili dipinge il ritratto di un vescovo ideale che prega, predica e percorre il territorio della sua diocesi. A conferma di questo forte spirito competitivo va l’insistenza sulle varie donazioni fatte a Macuto o alla sua diocesi nel corso della storia (ben 10 donazioni) che evidenziano l’antichità e l’importanza della stessa e soprattutto l’ordinazione vescovile del santo che non avviene a Dol, ma nella rivale Tours.

## Influenza e stile
Le fonti della Vita Sancti Machutis sono diverse e non tutte individuabili. Prima tra di esse certamente è la Bibbia, che Bili leggeva nella forma Vulgata, presente nell’opera con diverse citazioni letterali, soprattutto dai Vangeli, dai quali sono ripresi molti dei miracoli che Macuto compie, ispirati direttamente a quelli di Gesù, come la guarigione di paralitici e lebbrosi, le resurrezioni ma anche la trasformazione di acqua in vino. Al di là dei testi sacri, la fonte principale di Bili è, secondo ciò che egli stesso afferma nel prologo (non c’è motivo di non credergli), una Vita precedente che non ci è giunta e sulla quale dunque non si possono avanzare molte ipotesi, corretta, estesa e migliorata ispirandosi a diverse agiografie diffuse in area bretone (come la Vita Germani, la passione di Cosma e Damiano, le vitae di Ilarione, di Carileffo (o Calais), di Pair, di Martino di Tours, o la vita di Paterno d’Avranches) ma anche parigina (le vite di S. Furseo, Genoveffa e di Germano). Queste ultime hanno fatto sospettare una composizione in due tempi dell’opera da parte di Bili, già evidenziata da Lot, con una seconda parte composta dopo la fuga seguita all’invasione Normanna. Su questa ipotesi però i pareri sono tutt’altro che concordi.
Un discorso a sé merita la prima parte della storia in cui sono narrate le peregrinazioni marittime del giovane santo dove è nettissimo il riferimento alla tradizione irlandese dei viaggi per mare e in particolare il legame che unisce Macuto col santo navigatore per eccellenza della tradizione irlandese ovvero Brendano di Clonfert. Il legame tra i due santi sembra risalire già alla Vita primordiale, precedente a quella di Bili, tanto che Le Duc arriva a supporre un legame onomastico proprio con uno dei compagni di Brendano, Mochua. Nonostante le innegabili affinità tra le due opere (l’episodio del grande pesce che a prima vista sembra un’isola, l’importanza della liturgia pasquale…) non è necessario ipotizzare la conoscenza diretta della Navigatio Sancti Brendani nella zona di Alet nel IX secolo, poiché le storie sul santo navigatore trovavano una grande diffusione per via orale, soprattutto nella Gallia Settentrionale, un luogo che da tempo aveva forti legami con le isole britanniche, ancor più dopo l’arrivo di monaci irlandesi in fuga dalle invasioni vichinghe che iniziano, sull’isola, proprio alla fine dell’VIII secolo. Insieme ai religiosi giungono dal mondo insulare anche i culti dei loro santi, tra cui Brendano, che diventa molto popolare in tutte le regioni marittime dell’Europa settentrionale, e i generi letterari celtici dell'echtrae (incentrato su una visita ad un aldilà paradisiaco da cui spesso si portava come prova un ramo con un frutto inesauribile, che sembra trovare un parallelo con il misterioso arbusto riportato a Lancarvan da Macuto e Brendano nel cap. XXV) e dell'immram (incentrato su una serie di avventure marittime).
Il latino di Bili è basato innanzitutto sulla Bibbia (soprattutto Vangeli e Salmi), e su Virgilio a cui vanno aggiunti alcuni autori altomedievali o tardo-antichi come Beda, Prisciano, Donato e i grammatici. Si possono trovare parole greche o isperiche (cioè parole latine mescolate con altre di varia origine, usate soprattutto in Bretagna e nel Sud della Gran Bretagna) che facevano parte del gergo del clero bretone, formato spesso da parole che ai più risultavano vaghe e oscure. Si aggiunge poi l’influenza della lingua parlata che si avverte sia sul lessico che sulla sintassi: nel complesso infatti il linguaggio di Bili è semplice, ricamato sul parlato e senza eccessive affettazioni. In molti casi però contrasta con questa chiarezza espositiva l’organizzazione del discorso: spesso manca un collegamento tra i vari episodi che sembrano piccole unità a sé stanti, in altri casi alcune citazioni rovinano la continuità del discorso andando spesso ad espandere punti in cui la storia sarebbe autosufficiente, in altri ancora alcune precisazioni evitabili danno l’idea che Bili temesse di non essere capito. Al di là di questi problemi, alcuni dei quali comuni a molti scrittori del suo tempo, Bili sa essere un narratore piacevole e sobrio, che descrive con particolare attenzione i gesti dei suoi protagonisti, dando vita ad una narrazione molto “visiva” - i suoi personaggi non raggiungono mai la caricatura perché non presentano deformazioni o esagerazioni - e dà il meglio di sé negli episodi più brevi.

## Manoscritti e trasmissione dell'opera
Della Vita Sancti Machutis di Bili ci sono giunti 5 manoscritti latini e una traduzione in antico inglese. Nessuno di questi testi conservati offre un testo completo. La tradizione è molto complessa e, poiché non si hanno certezze circa il numero reale di manoscritti preesistenti, risulta particolarmente difficile ideare un possibile stemma codicum. I due manoscritti più antichi sono entrambi insulari e considerati indipendenti tra loro:
- London, British Library, Royal 13 A.X: manoscritto del X secolo costituito da una raccolta composita di testi, di provenienza sconosciuta, presenta diverse imprecisioni e lacune, la più importante è l’assenza dei capitoli dal XXXIX al LXXXVII.
- Oxford, Bodleian Library, Latin 535: manoscritto del IX - X secolo, proveniente dalla cattedrale di Winchester, non riporta l’elenco dei capitoli iniziale, presenta diverse imprecisioni e lacune, la più importante è l’interruzione del libro II al capitolo XIII.

Vi sono poi dei testimoni più recenti (e non considerati nelle edizioni realizzate finora):
- Roma, S. Giovanni in Laterano, Biblioteca Capitolare A. 80 (alias C): manoscritto dell’XI secolo, di provenienza romana, si tratta di una copia parziale dell’opera di Bili (libro I, cap. I – XXV) inserita in un volume che contiene gli ultimi cinque mesi dell’anno di un passionario-omeliario per circulum anni.
- Città del Vaticano, Biblioteca Apostolica Vaticana, Vat. Lat. 1192: manoscritto del XII secolo, di provenienza romana, presenta la stessa porzione dell’opera del testimone precedente. Il testo è inserito in un volume di grande formato che raggruppa tre frammenti di un passionario per circulum anni. Una delle iniziali decorate raffigura la testa di san Macuto, considerato però martire.
- Herford, Cathedral Library, P. 7.VI: manoscritto del XII secolo, originario di Herford, contiene il I libro dell’opera di Bili (fino al capitolo LXXXIX) e il II con un finale rimaneggiato. Il testo è inserito in un volume che contiene i mesi di novembre e dicembre di un leggendario per circulum anni.

A questi manoscritti che ci sono giunti, si deve aggiungere un manoscritto perduto, che era conservato a Marmoutier e che rifletteva uno stato dell’opera riconducibile alla fine del X secolo; oggi conosciamo questo testimone solo grazie ad una edizione parziale.
Vi è infine una versione della Vita Sancti Machutis tradotta in antico inglese, di grande importanza perché costituisce un termine di confronto per i manoscritti di Oxford e di Londra, non essendo derivata da nessuno di essi:
- London, British Library, Cotton Otho A.VIII + B.X: manoscritto del XII secolo, di provenienza sconosciuta, conserva in latino una quarantina di titoli di capitoli e la traduzione in antico inglese dei capitoli dall’I al LXXIII del libro I dell’opera di Bili. A causa del cattivo stato di conservazione presenta diverse lacune.[15]

## Fortuna e opere collegate
La vita Sancti Machutis composta da Bili ha avuto fin da subito una buona circolazione e un certo successo almeno in territorio bretone, ma anche in Gran Bretagna e in alcuni luoghi piuttosto distanti dal centro di produzione agiografico (ad esempio a Roma dove sembra attestato un culto di san Macuto come tutt’oggi mostra l’omonima chiesa), almeno fino al XII secolo. Dall’opera di Bili hanno inoltre preso molto materiale le altre due Vitae anonymae, una breve (la più antica, fine IX secolo) e una più lunga, e un’ulteriore composizione attribuita al vescovo Jean de Chatillon (XIII secolo), che nel loro insieme, considerando anche la vita primigenia da cui ha attinto Edizioni
(FR)  Louis Arthur Le Moyne de la Borderie, François Plain, Vie inédite de saint Malo, par Bili, Oxford University, 1884 (basata sui manoscritti latini di Londra e Oxford, trascritti però con molti errori da Dom François Chamard);(FR)  F. Lot, Vita Sancti Machutis par Bili, in Mélanges d’histoire bretonne, Honoré Champion, Paris, 1907, I, pp. 331 – 430 (basata sui manoscritti latini di Londra, Oxford e Marmoutier);(FR)  G. le Duc, Vie de Saint Malo, évêque d'Alet. Version écrite par le diacre Bili (fin du IXe siècle). Textes latin et anglo-saxon avec traductions françaises, Ce.R.A.A, Dublin, 1979 (basata sui manoscritti latini di Londra, Oxford e Marmoutier e sulla traduzione in antico inglese).Bili e una traslatio composta nel X secolo, costituiscono nella sua totalità il dossier agiografico di san Macuto.

## Edizioni
- (FR)  Louis Arthur Le Moyne de la Borderie, François Plain, Vie inédite de saint Malo, par Bili, Oxford University, 1884 (basata sui manoscritti latini di Londra e Oxford, trascritti però con molti errori da Dom François Chamard);
- (FR)  F. Lot, Vita Sancti Machutis par Bili, in Mélanges d’histoire bretonne, Honoré Champion, Paris, 1907, I, pp. 331 – 430 (basata sui manoscritti latini di Londra, Oxford e Marmoutier);
- (FR)  G. le Duc, Vie de Saint Malo, évêque d'Alet. Version écrite par le diacre Bili (fin du IXe siècle). Textes latin et anglo-saxon avec traductions françaises, Ce.R.A.A, Dublin, 1979 (basata sui manoscritti latini di Londra, Oxford e Marmoutier e sulla traduzione in antico inglese).